# Армянское национальное возрождение
Армянское национальное возрождение (арм. Հայոց ազգային վերածնունդ) похоже на национальные возрождения других нетюркских этнических групп во время подъёма национализма в Османской империи после Танзимата.
Среди армянской элиты республиканские идеи заменили принцип абсолютной монархии Османской династии. Во время национального пробуждения Армянская Национальная Ассамблея переняла некоторые функции по управлению армянской общиной в Османской империи у Армянского Патриархата. После создания в 1863 начала подменять армянский миллет.

## История
Османская империя управлялась в соответствии с исламскими законами. Такие «неверные», как христиане и евреи должны были платить дополнительные налоги, чтобы удовлетворять требованиям своего статуса зимми. Армяне, проживающие в Константинополе пользовались поддержкой султана, в отличие от тех, кто проживал на территории исторической Армении.
В Османской империи, социальная структура армян до XVIII века была основана на системе миллетов.
Армяне были одной из конфессиональных общин в Османской империи. Конфессиональные общины по внутренним вопросам функционировали как автономные территории. Каждый миллет находился под наблюдением этнарха («национального лидера»), чаще всего религиозного иерарха. Армянский миллет был под руководством Армянской апостольской церковью. У неё было много власти — она устанавливала свои законы и сборы и собирала собственные налоги.

## Армянское просвещение
Армянский ренессанс
Ренессанс армянской культуры был во много связан с монашеским орденом Мхитаристов.